# Waking Up (Starset)
Waking Up è un singolo del gruppo musicale statunitense Starset, pubblicato il 18 dicembre 2020 come sesto estratto dal terzo album in studio Divisions.

## Descrizione
Il brano risulta tra i più particolari del disco, presentando marcate influenze pop ed elettroniche e distanziandosi pertanto dal rock elettronico tipico degli altri brani. Il testo affronta invece il desiderio di una persona che lotta per non svegliarsi ed essere una simulazione, vuole essere reale.

## Tracce
1. Trials (Champagne Drip Remix) – 3:37

## Formazione
Gruppo
- Dustin Bates – voce, cori
- Ron DeChant – cori
- Brock Richards – cori

Altri musicisti
- Joe Rickard – programmazione
- Alex Niceford – programmazione
- Igor Khoroshev – programmazione aggiuntiva
- Niels Nielsen – programmazione aggiuntiva
- Paul Trust – programmazione aggiuntiva, musica negli interludi
- Randy Torres – sound design negli interludi
- David Davidson – arrangiamento strumenti ad arco e violino
- JR Bareis – chitarra
- Lucio Rubino – basso, chitarra
- Luke Holland – batteria
- Conni Ellisor – violino
- Karen Winkelmann – violino
- Janet Darnall – violino
- Conni Ellisor – violino
- Betsy Lamb – viola
- Simona Russo – viola
- Carole Rabinowitz – violoncello
- Sari Reist – violoncello

Produzione
- Dustin Bates – produzione
- Joe Rickard – coproduzione (traccia 2), ingegneria del suono, montaggio digitale, ingegneria della chitarra
- Nick Chiari – coproduzione (traccia 11)
- Dan Lancaster – missaggio
- Rhys May – assistenza al missaggio
- Paul DeCarli – montaggio digitale
- Taylor Pollert – registrazione strumenti ad arco
- Dave Schiffman – ingegneria della batteria
- Mike Poltnikoff – ingegneria della chitarra, ingegneria della batteria (traccia 12)
- Michael Closson III – assistenza tecnica
- Niel Nielsen – mastering